# Dalbergia tsaratananensis
Dalbergia tsaratananensis là một loài rau đậu thuộc họ Fabaceae.
Loài này chỉ có ở Madagascar.
Chúng hiện đang bị đe dọa vì mất môi trường sống.